# Ансель, Мишель
Мишель Ансель (фр. Michel Ancel; род. 29 марта 1972; Монако) — французский геймдизайнер из издательства Ubisoft. Наиболее известен серией игр Rayman, а также франшизой Beyond Good & Evil.

## Карьера
Свою первую демо-игру, под названием «Mechanic Warriors», Ансель разработал для французской компании Lankhor. Затем Мишель присоединился к Ubisoft в качестве художника по графике, после встречи с разработчиком игр Николя Шукруном, в возрасте 17 лет. Он придумывал графику для игр Николя, таких как «Intruder», «Pick’n Pile», прежде чем заняться разработкой своей полноценной игры, в качестве программиста и геймдизайнера. Она называлась «Brain Blaster» и была издана Ubisoft в 1990 году. В 1992 году он начал работать над игрой Rayman, это был его режиссёрский дебют. Первоначально игра была выпущена в 1995 году для Atari Jaguar, а в 1996 году издана на PlayStation и Sega Saturn.
Ансель активно участвовал в разработке Rayman 2: The Great Escape, в следующей части франшизы — Rayman 3: Hoodlum Havoc, Ансель выступил в качестве консультанта. Хотя Мишель похвалил команду разработчиков, он заметил, что «сделал бы её по-иному».
В сентябре 2020 года объявил об уходе из игровой индустрии. Ансель заявил, что намеревается заняться изучением диких животных по всему миру.

## Игры
- Pick 'n Pile (1990) — история
- Rayman (1995) — концепция и дизайн
- Tonic Trouble (1999) — концепция
- Rayman 2: The Great Escape (1999) — концепция и дизайн
- Rayman Arena (2001) — дизайн персонажей
- Beyond Good & Evil (2003) — режиссёр, геймдизайнер, история
- Peter Jackson's King Kong: The Official Game of the Movie (2005) — креативный директор и геймдизайнер
- Rayman Raving Rabbids (2006) — дизайнер персонажей и создатель мира
- Rayman Raving Rabbids 2 (2007) — дизайнер персонажей и создатель мира
- Rayman Origins (2011) — концепция, дизайн и режиссура
- Rayman Legends (2013) — концепция, дизайн и режиссура